# Windsor (Misuri)
Windsor es una ciudad ubicada en el condado de Henry en el estado estadounidense de Misuri. En el Censo de 2010 tenía una población de 2901 habitantes y una densidad poblacional de 456,99 personas por km².

## Geografía
Windsor se encuentra ubicada en las coordenadas 38°31′56″N 93°31′23″O / 38.53222, -93.52306. Según la Oficina del Censo de los Estados Unidos, Windsor tiene una superficie total de 6.35 km², de la cual 6.27 km² corresponden a tierra firme y (1.31%) 0.08 km² es agua.

## Demografía
Según el censo de 2010, había 2901 personas residiendo en Windsor. La densidad de población era de 456,99 hab./km². De los 2901 habitantes, Windsor estaba compuesto por el 96.79% blancos, el 0.14% eran afroamericanos, el 1.14% eran amerindios, el 0.21% eran asiáticos, el 0.21% eran isleños del Pacífico, el 0.1% eran de otras razas y el 1.41% pertenecían a dos o más razas. Del total de la población el 1.96% eran hispanos o latinos de cualquier raza.